# Oncicola
Oncicola, rod parazitskih crva bodljikave glave iz porodice Oligacanthorhynchidae, Sastoji se od 24 vrste.
- Oncicola campanulata (Diesing, 1851),
- Oncicola canis (Kaupp, 1909),
- Oncicola chibigouzouensis Machado, 1963,
- Oncicola confusus (Machado, 1950),
- Oncicola dimorpha Meyer, 1931,
- Oncicola freitasi (Machado, 1950),
- Oncicola gigas Meyer, 1931,
- Oncicola justatesticularis (Machado, 1950),
- Oncicola luehei (Travassos, 1917),
- Oncicola machadoi Schmidt, 1917,
- Oncicola macrurae Meyer, 1931,
- Oncicola malayanus Toumanoff, 1947,
- Oncicola martini Schmidt, 1977,
- Oncicola megalhaesi Machado, 1962,
- Oncicola michaelseni Meyer, 1932,
- Oncicola micracantha Machado, 1949,
- Oncicola oncicola (Ihering, 1892),
- Oncicola paracampanulata Machado, 1963,
- Oncicola pomatostomi (Johnston and Cleland, 1912),
- Oncicola schacheri Schmidt, 1972,
- Oncicola signoides (Meyer, 1932),
- Oncicola spirula (Olferas, 1819),
- Oncicola travassosi Witenberg, 1938,
- Oncicola venezuelensis Marteau, 1977